# Jean-Jacques Dessalines
Jean-Jacques Dessalines (în creola haitiană Janjak Desalin, n. 20 septembrie 1758, Plaine-du-Nord, Nord⁠(d), Haiti – d. 17 octombrie 1806, Port-au-Prince, Haiti) a fost un sclav negru din insula Hispaniola, conducător al luptei sclavilor din colonie, apoi împărat al Haiti, sub numele de Jacques I.

## Biografie

### Origini
Jean-Jacques Dessalines s-a născut la 20 septembrie 1758, la Grande-Rivière-du-Nord, în insula Hispaniola, într-o familie de sclavi negri.

### Activitate
În tulburările din insulă, devenind locotenent al lui Toussaint Louverture, Jean-Jacques Dessalines a organizat răzvrătirea armatei din Saint Domingue contra ordinii napoleoniene, combătându-i pe generalul mulatru André Rigaud și pe generalul francez Charles Leclerc. A reușit, în toamna anului 1803, să-i învingă pe francezi în bătălia de la Vertières. A alungat din insulă armata franceză napoleoniană, condusă de Rochambeau, iar la 1 ianuarie 1804, Dessalines proclamă independența statului Haiti. Haiti devine astfel primul stat independent al negrilor. Jean-Jacques Dessalines își ia titlul de guvernator general pe viață al Haiti.

#### Împărat al Haiti (1804-1806)
Jean-Jacques Dessalines, pentru a nu fi devansat de rivalul său Bonaparte, s-a proclamat împărat al Haiti, sub numele de Jacques I (Iacob I), după ce ordonase un masacru al albilor, în 1804. 
În calitate de împărat a hotărât masacrarea francezilor încă prezenți în Haiti și a urmat o politică de „caporalism agrar”, destinată menținerii profiturilor în industria zahărului prin forță, fără sclavajul propriu-zis.

### Sfârșitul vieții
Guvernarea sa a degenerat curând într-o tiranie insuportabilă. 
Jean-Jacques Dessalines a pierit în cursul unei revolte, la 17 octombrie 1806, la Pont-Rouge, în nordul orașului Port-au-Prince, asasinat de către colaboratorii săi Alexandre Pétion, Jean-Pierre Boyer, Yayou și André Rigaud. În acel moment, Henri Christophe se găsea în nord, altfel ar fi fost și el asasinat.

## Aprecieri
- Pentru cinstirea memoriei lui Jean-Jacques Dessalines, imnul național al statului Haiti are titlul La Dessalinienne.
- Un oraș și un arondisment din Haiti îi poartă numele: Dessalines.
- Numeroși autori haitieni i-au adus omagiul lui Dessalines, ca de exemplu Jean Métellus, L'Année Dessalines (Editions Gallimard, Paris, 1986).